# Ochropleura senescens
Ochropleura senescens là một loài bướm đêm trong họ Noctuidae.